# Clarkesville
Clarkesville är administrativ huvudort i Habersham County i Georgia. Orten har fått sitt namn efter militären John C. Clarke. Enligt 2010 års folkräkning hade Clarkesville 1 733 invånare.